# Antoine Rohal
Antoine Rohal, né en avril 1905 à Temesvár (Hongrie) et mort en 1978, est un sculpteur hongrois, naturalisé français en 1953.

## Biographie
Né en Hongrie, Antoine Rohal étudie à Dresde où il remporte un premier prix de sculpture, puis à Paris dans l'atelier d'Antoine Bourdelle.
Engagé dans l'Armée française pendant la Seconde Guerre mondiale, il participe à la Résistance sous l'Occupation.
Après guerre, il réalise des œuvres monumentales d’hommage à la Résistance. On lui doit notamment le Monument aux fusillés de Châteaubriant, haut de plus de cinq mètres, inauguré en 1950 à la carrière des Fusillés, représentant entre autres Guy Môquet.
Il expose au Salon des indépendants à partir de 1954.
Il abandonne ensuite la pierre pour le métal soudé et applique cette technique pour le Monument à Gabriel Péri à Argenteuil, inauguré en 1964. Il pratique la sculpture animalière et créé de nombreuses œuvres en plein air pour des groupes scolaires, entre autres au CES Jean-Baptise Clément de Colombes en 1972, avec une œuvre réalisée en collaboration avec le sculpteur André Del Debbio.

## Œuvres
- Monument aux fusillés, 1950, Châteaubriant[3].
- Monument aux déportés, 1954, Château-Thierry[4].
- Monument à Pierre Semard et à la Résistance des cheminots, bas-relief en bronze, Paris.
- Le corbeau et le renard, Sculpture, 1960, Pierrefitte-sur-Seine, cours de l'école Jean Jaurès[5]
- Monument à Paul Éluard, haut-relief, 1963, Saint-Denis[6].
- Monument à Gabriel Péri, 1964, Argenteuil[7].